# 雪地圣母圣殿
40°51′17″N 14°19′55″E / 40.854593°N 14.332042°E

雪地圣母圣殿（Basilica santuario di Santa Maria della Neve）是一座天主教宗座圣殿，位于意大利南部城市那不勒斯Ponticelli区的文森佐阿普雷亚广场。在该区并入那不勒斯前，雪地圣母堂曾是当地的主教座堂。
这是维苏威火山地区的最古老的教堂。该堂的历史可追溯到13世纪。1988年7月27日，该堂升格为宗座圣殿。
钟楼为方形，共有三层，陶瓷尖顶。